# Bocs, tesó! (Így jártam anyátokkal)
A Bocs, tesó! az Így jártam anyátokkal című televízió-sorozat negyedik évadának tizenhatodik epizódja. Eredetileg 2009. március 9-én vetítették, míg Magyarországon 2010. május 17-én.
Ebben az epizódban Ted újra összejön a kollégiumi barátnőjével, Karennel, akit Marshall és Lily utálnak. Marshall nadrág nélkül megy dolgozni, amiből Barney folyamatosan viccet csinál. 

## Cselekmény
Robin új állást kap egy reggeli műsorban – ami annyira reggeli, hogy hajnali 4 órakor kezdődik. Így viszont kimarad a bandával kapcsolatos izgalmas történésekből, ezért megkéri őket, meséljék el, mi történt az elmúlt héten.
Barney el is kezdi mesélni, milyen kínos dolog történt Marshallal, de ekkor megjelenik Ted, és közli, hogy együtt ebédelt Karennel, a fősulis szerelmével, akit Marshall és Lily is utálnak. Nem véletlenül: Karen stílusa fellengzős és lekezelő, ráadásul rendszeresen csalta Tedet. Ezután Barney gyorsan rátér a saját sztorijára: Marshall edzés után vette észre, hogy otthon felejtette a nadrágját.
Ted folytatja a saját sztoriját, és közli, hogy újra összejönnek. Marshall hiába mondja azt neki, hogy Karen újra meg fogja csalni. Ted rávilágít, hogy Karen már most is csalt valakit, mégpedig vele. Amikor ezt megtudta, otthagyta, mígnem aztán Karen szakított a barátjával, őszintén bevallva neki mindent. A többieknek gyanús lesz, honnan tudhat erről Ted, majd kiderül, hogy onnan, hogy miután Karen szakított, ők összejöttek. Mi több, Karen nem sokkal ezután betér a bárba, mindenki utálatára.
Eközben Marshall is befejezi a sztoriját. Miután észrevette, hogy hiányzik a nadrágja, megkéri Lilyt, hogy hozzon neki egyet. Vitt is, csak elkövette azt a hibát, hogy Barneyra bízta, aki ollóval szétvágta azt, így Marshall egész nap egy kínosan rövid nadrágban kellett, hogy dolgozzon.

## Kontinuitás
- Lily visszautal a Scooterrel történt szakítására ("Életem legjobb bálja").
- Marshall állítása szerint azért hordta a szétvágott nadrágot, mert kivillanthatta a vádliját ("Villásreggeli")
- Ismét megemlítik Ted középső nevét (Evelyn).
- Ted rávilágít, hogy Lily csak azért utálja Karent, mert megbámulta a meztelen Marshallt, amikor az aktot festette róla ("Oszlopok"). Lily most azt is elmondja, hogy eredetileg egy tál gyümölcsöt akart megfesteni, de Marshall megette.
- Karent már korábbi visszatekintésekben megemlítették ("Arrivederci, Fiero", "Így találkoztam a többiekkel")
- Barney és Robin visszaemlékeznek "A platinaszabály" című részben történt szakításaikra.
- Egy visszaemlékezésben, amikor Karen és Ted belopóztak a lakásba, Robin altatót vett be és utána bordát evett. Ted a "Selejtező" című részben azt állította, hogy Robin idegesen nevetgél, ha hazudik, és példaként azt kérdezi meg tőle, hogy aludt már-e el bordaevés közben.
- Gary Blauman a GNB-nél dolgozik, ezzel kiderül, hogy az "Ordításlánc" című részben Barney hazudott arról, hogy meghalt volna.

## Jövőbeli visszautalások
- Marshall ismét felemlegeti Evel Knievelt "Az ugrás" című részben.
- A Lilyvel történt szakítása után Scooter azt mondja, hogy ő lesz a világ legjobb pincére. Látható, hogy később is maradt a vendéglátásban, mert több részben is ebédlőben dolgozik.
- "A tökéletes koktél" című részben amikor Marshall egy rendkívül rossz ajánlólevelet kap a GNB-től, mikor munkát keres, a rossz vélemények közt szerepel, hogy egyszer nadrág nélkül ment be dolgozni.

## Érdekességek
- Nem ellentmondásos, de az "Oszlopok" című részben Lily még azt állította, hogy azért festette meg Marshallt, mert egy másik férfit kellett volna egyébként, és ő ezért ajánlkozott. Ettől függetlenül is igaz lehet azonban az az állítás, hogy Marshall megette a gyümölcskompozíciót és ezért kellett aktot festeni.
- Ugyancsak abban az epizódban Marshall jobbra nézett, amikor megfestették, most azonban amikor Karen benyit a visszaemlékezésben, balra néz.
- Ugyancsak abban az epizódban Ted láthatóan meglepődik azon, hogy van ilyen festmény, miközben a mostani visszaemlékezés alapján tudott arról, hogy készült.
- Az epizód munkacíme "Marshall otthon felejtette a nadrágját" volt.
- Alyson Hannigan vendégszereplő volt az "Azok a 70-es évek Show" című tévéműsorban, aminek a Karent játszó Laura Prepon az egyik főszerepét játszotta. Noha a karaktereik ott még kevesebbet találkoztak, mint itt, kettejük között ott is konfliktus volt.

## Vendégszereplők
- Laura Prepon - Karen
- David Burtka - Scooter
- Taran Killam - Gary Blauman
- Bryan Callen - Bilson
- Charlene Amoia - Wendy a pincérnő
- Hayes MacArthur - Curt Irons
- Koby Rouviere - 8 éves Marshall
- Laura Ann Kesling - 8 éves Nicole Barsamian
- Patrick Moote - Darren
- Houston Rhines - Jeremy
- Rowly Dennis - Trevor